# Teddington
Teddington är en ort i Storbritannien.   Den ligger i grevskapet Greater London och riksdelen England, i den södra delen av landet, 17 km sydväst om huvudstaden London, på floden Themsens norra sida. Teddington ligger 12 meter över havet och antalet invånare är 9 615.
Terrängen runt Teddington är platt. Runt Teddington är det mycket tätbefolkat, med 3 022 invånare per kvadratkilometer. Närmaste större samhälle är City of London, 19,3 km nordost om Teddington. Runt Teddington är det i huvudsak tätbebyggt.

## Personer från Teddington
- Noël Coward
- Keira Knightley